# Yeatesia platystegia
Yeatesia platystegia är en akantusväxtart som först beskrevs av Torrey, och fick sitt nu gällande namn av R.A. Hilsenbeck. Yeatesia platystegia ingår i släktet Yeatesia och familjen akantusväxter. Inga underarter finns listade i Catalogue of Life.